# Cmentarz żydowski w Skrzynnie
Cmentarz żydowski w Skrzynnie – kirkut społeczności żydowskiej niegdyś zamieszkującej Skrzynno. Nie wiadomo kiedy dokładnie powstał. Znajdował się w południowo-zachodniej części miejscowości. Został najpewniej zniszczony podczas II wojny światowej. Obecny stan zachowania jest nieznany, lecz prawdopodobnie nie zachowały się żadne macewy.